# Нанами, Хироси
Хироси Нанама (яп. 名波 浩; англ. Hiroshi Nanami; род. 28 ноября 1972, Фудзиэда, Сидзуока) — японский футболист, полузащитник, тренер. Известен выступлениями за клуб «Джубило Ивата», который тренировал с 2014 по 2019 год.

## Клубная карьера
Всю профессиональную карьеру, не считая аренды, провёл в «Джубило Ивата». За 13 проведенных лет в клубе из Иваты Нанами провёл 289 матчей и забил 32 гола. Трижды был отдан в аренду: итальянская «Венеция» (1999/00), «Сересо Осака» (2006) и «Токио Верди» (2007). В «Джубило Ивата» Нанама попал после окончания университета в 1995 году, и с первого сезона не просто стал игроком основы, а ключевым футболистом «золотой эпохи» клуба. В составе команды он стал чемпионом страны в 1997 году, обладателем Кубка Джей-лиги в 1998, и Азиатского Кубка чемпионов в 1998-99. Нанама попадал в символическую сборную лиги на протяжении трёх лет подряд (1996-1998).
В июле 1999 года Нанами отправился в аренду в «Венецию» на правах аренды. Однако в следующем сезоне клуб был низведен до Серии B и в сентябре футболист вернулся в Японию. В 2001 году он получил травму колена, и долгое время проходил лечение. «Джубило Ивата» снова стал чемпионом в 2002 году и обладателем Кубка Императора в 2003 года. В 2006 году он все реже появлялся на поле и в августе был отправлен а аренду в «Сересо Осака». А в 2007 году играл за «Токио Верди», выступавшем в лиге J2. В 2008 году Нанами вернулся в родной клуб, чтобы объявить о завершении карьеры в ноябре, отметив, что все эти годы его преследовала травма колена.

## Карьера в сборной
Нанами был ключевой фигурой для сборной Японии в конце 1990-х и начале 2000-х годов. За сборную Японии он провёл 67 матчей и забил 9 мячей. 6 августа 1995 года Нанами дебютировал за национальную команду и забил гол в матче против Коста-Рики. С 1996 года он стал центральным игроком команды и носил футболку с номером 10. Обладатель Кубка Азии 2000 года в Ливане, где провёл все матчи без замен и забил три гола, за что удостоился награды самого ценного игрока турнира. Участник Кубка Азии 1996 года в ОАЭ, Чемпионата мира 1998 года в Франции и Кубка Америки 1999 года в Парагвае. После того, как в 2001 году Нанами получил травму колена, он завершил выступления за сборную.

## Тренерская карьера
В сентябре 2014 года, Нанами стал тренером «Джубило Ивата», игравшем в лиге J2 в сезоне 2014 года и ставившего задачу вернуться в высшую лигу J1. Однако клуб занял только 4-е место, зато в 2015 году, закончив сезон на второй строчке ему удалось вернуться в элиту японского футбола. В 2016 году «Джубило Ивата» не радовал болельщиков результатами и завершил сезон на 13 месте. После этого были сделаны определённые выводы и в качестве усиления состава в команду был приглашён Сюнсукэ Накамура, опытный и титулованный полузащитник, который помог «Джубило Ивата» занять в сезоне 2017 шестое место. Но сохранить или улучшить этот результат не удалось, в 2018 году «Джубило Ивата» стал 16 клубом из 18 и был вынужден играть стыковой матч с командой лиги J2. Клубу удалось остаться в высшем дивизионе, но к середине нового сезона команда оставалась на последней строчке турнирной таблицы и Нанами решил уйти в отставку.

## Стиль игры
В детстве и юности, до того момента, как Нанами стал выступать за команду средней школы и колледжа, он зачастую больше играл в атаке. Но с приходом в профессиональный футбол и национальную сборную, тренеры подметили его склонность к защите. С приходом Дунги в «Джубило Ивата» они с Нанами делили центр полузащиты и контролировали как атаку, так и оборону команды.
Нанами — левша, то есть контролирует мяч и бьёт преимущественно левой ногой. Он достаточно редко использует правую ногу и даже в матчах, где он играл на правом фланге, он все равно чаще использовал левую ногу. В одном из интервью он говорил: «Когда я играю правой ногой, я вижу, что моя игра не так хороша», и позже подчеркивал: «Я хочу, чтобы вы внимательнее смотрели на те моменты, когда мяч оказывается под моей левой ногой». Его слова находят подтверждение и в статистике — гол, забитый его правой ногой был далеко не первым в профессиональной лиге.
После полученной травмы колена и долгом перерыве в карьере, когда он не мог играть, он старался скрывать своё тяжелое состояние. Нанами оправдывался после очередной игры, которую пропускал: «Это больше связано с состоянием поля, чем с моим собственным». Даже после объявления о завершении карьеры, когда товарищи по команде пришли поддержать Нанами в его гостиничный номер, он не мог сказать им в каком плохом состоянии находится его колено.

## Достижения

### Командные
«Джубило Ивата»
- Чемпион Японии: 1997, 1999, 2002
- Обладатель Лиги чемпионов АФК: 1999

### Международные
Сборная Японии
- Кубка Азии: 2000

### Индивидуальные
- Самый ценный футболист Кубка Азии: 2000
- Включен в символическую сборную Кубка Азии: 1996, 2000
- Включен в символическую сборную Джей-Лиги: 1996, 1997, 1998, 2002

## Статистика

### В клубе
| Клуб    | Клуб          | Клуб    | Лига  | Лига | Кубок            | Кубок            | Кубок лиги      | Кубок лиги      | Континент | Континент | Итог  | Итог |
| Сезон   | Клуб          | Лига    | Матчи | Голы | Матчи            | Голы             | Матчи           | Голы            | Матчи     | Голы      | Матчи | Голы |
| Япония  | Япония        | Япония  | Лига  | Лига | Кубок Императора | Кубок Императора | Кубок Джей-лиги | Кубок Джей-лиги | Азия      | Азия      | Итог  | Итог |
| ------- | ------------- | ------- | ----- | ---- | ---------------- | ---------------- | --------------- | --------------- | --------- | --------- | ----- | ---- |
| 1995    | Джубило Ивата | J1      | 51    | 3    | 2                | 0                | -               | -               | -         | -         | 53    | 3    |
| 1996    | Джубило Ивата | J1      | 30    | 3    | 1                | 0                | 14              | 1               | -         | -         | 45    | 4    |
| 1997    | Джубило Ивата | J1      | 21    | 5    | 2                | 1                | 2               | 0               | -         | -         | 25    | 6    |
| 1998    | Джубило Ивата | J1      | 33    | 7    | 3                | 0                | 2               | 0               | -         | -         | 38    | 7    |
| 1999    | Джубило Ивата | J1      | 15    | 4    | -                | -                | 2               | 0               | -         | -         | 17    | 4    |
| Италия  | Италия        | Италия  | Лига  | Лига | Кубок Италии     | Кубок Италии     | Кубок лиги      | Кубок лиги      | Европа    | Европа    | Итог  | Итог |
| 1999/00 | Венеция       | Серия A | 24    | 1    | 7                | 1                | -               | -               | -         | -         | 31    | 2    |
| Япония  | Япония        | Япония  | Лига  | Лига | Кубок Императора | Кубок Императора | Кубок Джей-лиги | Кубок Джей-лиги | Азия      | Азия      | Итог  | Итог |
| 2000    | Джубило Ивата | J1      | 5     | 1    | 2                | 0                | 0               | 0               | -         | -         | 7     | 1    |
| 2001    | Джубило Ивата | J1      | 17    | 1    | 0                | 0                | 4               | 0               | -         | -         | 21    | 1    |
| 2002    | Джубило Ивата | J1      | 24    | 1    | 0                | 0                | 5               | 0               | -         | -         | 29    | 1    |
| 2003    | Джубило Ивата | J1      | 27    | 3    | 5                | 1                | 5               | 0               | -         | -         | 37    | 4    |
| 2004    | Джубило Ивата | J1      | 29    | 3    | 3                | 0                | 5               | 0               | 3         | 1         | 40    | 4    |
| 2005    | Джубило Ивата | J1      | 26    | 1    | 2                | 0                | 2               | 0               | 3         | 0         | 33    | 1    |
| 2006    | Джубило Ивата | J1      | 10    | 0    | -                | -                | 4               | 0               | -         | -         | 14    | 0    |
| 2006    | Сересо Осака  | J1      | 13    | 2    | 0                | 0                | -               | -               | -         | -         | 13    | 2    |
| 2007    | Токио Верди   | J2      | 17    | 0    | 1                | 0                | -               | -               | -         | -         | 18    | 0    |
| 2008    | Джубило Ивата | J1      | 13    | 0    | 2                | 0                | 3               | 0               | -         | -         | 18    | 0    |
| Страна  | Япония        | Япония  | 331   | 34   | 22               | 2                | 48              | 1               | 6         | 1         | 407   | 38   |
| Страна  | Италия        | Италия  | 24    | 1    | 7                | 1                | -               | -               | -         | -         | 31    | 2    |
| Итого   | Итого         | Итого   | 355   | 35   | 29               | 3                | 48              | 1               | 6         | 1         |       |      |

### В сборной
| Сборная Японии | Сборная Японии | Сборная Японии |
| Год            | Матчи          | Голы           |
| -------------- | -------------- | -------------- |
| 1995           | 2              | 2              |
| 1996           | 13             | 1              |
| 1997           | 21             | 3              |
| 1998           | 11             | 0              |
| 1999           | 6              | 0              |
| 2000           | 12             | 3              |
| 2001           | 2              | 0              |
| Итог           | 67             | 9              |

Голы за сборную
| #  | Дата            | Место             | Соперник          | Счёт | Результат | Турнир                  |
| -- | --------------- | ----------------- | ----------------- | ---- | --------- | ----------------------- |
| 1. | 6 августа 1995  | Киото, Япония     | Коста-Рика        | 3-0  | Победа    | Товарищеский матч       |
| 2. | 24 октября 1995 | Токио, Япония     | Саудовская Аравия | 2-1  | Победа    | Товарищеский матч       |
| 3. | 9 декабря 1996  | Эль-Айн, ОАЭ      | Узбекистан        | 4-0  | Победа    | Кубок Азии 1996         |
| 4. | 25 марта 1997   | Маскат, Оман      | Макао             | 10-0 | Победа    | Квалификация на ЧМ 1998 |
| 5. | 22 июня 1997    | Токио, Япония     | Макао             | 10-0 | Победа    | Квалификация на ЧМ 1998 |
| 6. | 1 ноября 1997   | Сеул, Южная Корея | Республика Корея  | 2-0  | Победа    | Квалификация на ЧМ 1998 |
| 7. | 14 октября 2000 | Сайда, Ливан      | Саудовская Аравия | 4-1  | Победа    | Кубок Азии 2000         |
| 8. | 24 октября 2000 | Бейрут, Ливан     | Ирак              | 4-1  | Победа    | Кубок Азии 2000         |
| 9. | 24 октября 2000 | Бейрут, Ливан     | Ирак              | 4-1  | Победа    | Кубок Азии 2000         |

### Тренерская статистика
| Команда        | С    | До   | Статистика | Статистика | Статистика | Статистика | Статистика |
| Команда        | С    | До   | И          | В          | П          | Н          | Побед %    |
| -------------- | ---- | ---- | ---------- | ---------- | ---------- | ---------- | ---------- |
| Джубило Ивата  | 2014 | 2019 | 170        | 63         | 53         | 54         | 037,06     |
| Мацумото Ямага | 2021 | 2022 | 76         | 27         | 19         | 30         | 035,53     |
| Итог           | Итог | Итог | 246        | 90         | 72         | 84         | 036,59     |